# BNL
BNL is een Vlaamse radiozender.

## Voorgeschiedenis
In Brugge werd een lokale radio opgericht door Norbert Van Slambrouck onder de naam Vrije Brugse Radioomroep. In september 1991 kocht Frederik Thomas de naam VBRO en breidde sindsdien de vernieuwde radiozender uit.
Vanaf september 2006 huisde de VBRO in het beschermde monument Ter Beurze in Brugge. De uitzendingen gebeurden via verschillende antennes, per frequentie. De radio was ook te beluisteren via de website van de omroep en digitaal via DAB+.
VBRO beheerde frequentievergunningen die maakten dat haar uitzendingen over zowat heel West-Vlaanderen, een deel van Oost-Vlaanderen en tot in Antwerpen konden beluisterd worden.

## Uitbreiding 2018
In 2017 dong VBRO mee bij het herzien van de Vlaamse radiofrequenties door de Vlaamse regering en stelde zich kandidaat voor de erkenning in de categorie voor Vlaamse muziek. Ze verkreeg die erkenning als zogeheten netwerkradio en was sinds januari 2018 op een groot aantal frequenties in Vlaanderen te beluisteren.
De nieuwe toegewezen frequenties waren:
- Regio Gent / Oost-Vlaanderen: 96.3 FM
- Regio Aalst: 90.0 FM
- Regio Sint-Niklaas: 106.4 FM
- Regio Mechelen: 99.0 FM
- Regio Brussel: 105.0 FM
- Regio Turnhout: 103.9 FM
- Regio Meerhout: 106.7 FM
- Regio Genk: 104.3 FM
- Regio Hasselt: 103.8 FM
- Regio Leuven: 105.3 FM

De naam VBRO bleef aanvankelijk behouden en in de regio van Brugge bleven Brugse jingles en Brugs nieuws te horen.

## BNL
Op 13 april 2020 werd het recent verworven netwerk van frequenties afgescheiden van de VBRO en onder de naam BNL Radio BV (verwijzend naar Belgisch en Nederlandstalig), overgenomen door Hugo Foets, concertorganisator en event manager uit de Kempen. Op 21 maart had Foets de zusterzender VBRO Evergreen op DAB+ al omgevormd tot Yesterdayland.
Kort daarna begonnen heel wat bekende namen programma's te maken op BNL, zoals Willy Sommers, Yves Segers, DJ F.R.A.N.K., Dieter Troubleyn, Lennaert Maes, Wim Leys, Frank Galan en David Vandyck. Op 18 augustus 2020 haalde Norkring, dat DAB+ uitbaat in Vlaanderen, de zender uit de digitale ether, samen met Yesterdayland. Na de zomer schakelde de zender voornamelijk over op non-stopmuziek. Op 23 september 2020 verdween de zender ook van een aantal FM-frequenties. Financiële problemen lagen aan de basis van die veranderingen. Dat de zender niet meer op DAB+ en enkele voorbehouden FM-frequenties te horen was, strookte niet met de vereisten om erkend te zijn als netwerkradio.
Vanaf 1 september 2020 was BNL niet meer officieel gehuisvest in de lokalen van de VBRO.
Op 5 december 2020 werd door de ondernemingsrechtbank de Brugse advocaat Castermans als voorlopig bewindvoerder aangesteld.
Op 21 december verleende de ondernemingsrechtbank uitstel tot 18 januari 2021 om de leefbaarheid van de vennootschap aan te tonen. Op 18 januari werd verder uitstel verleend tot 1 februari 2021.

## Voetnota
1. 1 2  VBRO overal in Vlaanderen te horen. Het Laatste Nieuws (30 september 2017). Gearchiveerd op 1 mei 2019.
2. ↑  VBRO verliest haar naam voor ‘professioneler’ BNL: “Presentatoren en medewerkers blijven aan boord”. Het Laatste Nieuws (31 maart 2020). Gearchiveerd op 6 juni 2020.
3. ↑  BNL start op Paasmaandag 13 april. RadioVisie (1 april 2020). Gearchiveerd op 11 januari 2021. Geraadpleegd op 27 november 2020.
4. ↑  Willy Sommers is iedere middag te horen bij BNL !. Krant van West-Vlaanderen (27 april 2020). Gearchiveerd op 16 november 2020. Geraadpleegd op 27 november 2020.
5. ↑  Opnieuw technische storingen bij BNL?. RadioVisie (24 september 2020). Gearchiveerd op 3 november 2020. Geraadpleegd op 27 november 2020.
6. ↑  Zit BNL Radio in woelig water?. RadioVisie (26 november 2020). Gearchiveerd op 26 november 2020. Geraadpleegd op 27 november 2020.
7. ↑  https://lokaleradio.wordpress.com/2020/12/05/kan-voorlopige-bewindvoerder-radio-bnl-redden/. Gearchiveerd op 20 maart 2021.
8. ↑   https://radiovisie.eu/reddingsboei-voor-bnl/. Gearchiveerd op 26 november 2021.
9. ↑   https://radiovisie.eu/blad-708-minerva-bnl-en-blue-monday-video/comment-page-1/. Gearchiveerd op 3 juni 2023.